# Personnage non-joueur
Pour les articles homonymes, voir Personnage et NPC.
 (octobre 2018).
- Si vous ne connaissez pas le sujet, laissez ce bandeau (vous pouvez alors contacter les auteurs).
- Si vous supprimez le contenu mis en cause (vous pouvez préalablement contacter les auteurs),

argumentez précisément cette suppression dans la page de discussion
(un manque de référence n'est pas un argument ; une recherche réelle de référence doit avoir été effectuée, être formellement documentée).

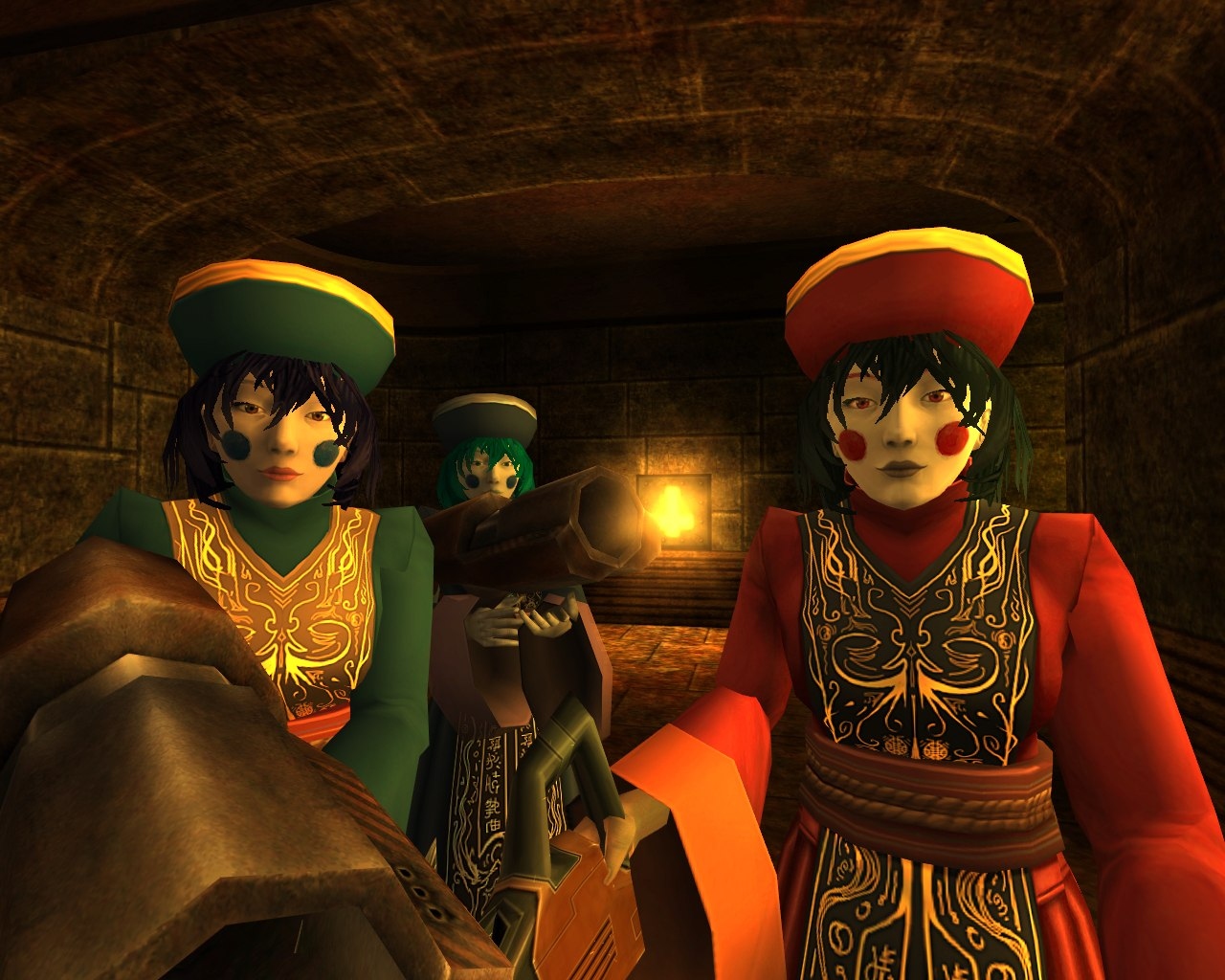
Exemple de PNJ

Un personnage non-joueur (PNJ), également appelé personnage non jouable, désigne tout personnage de jeu de rôle ou de jeu vidéo qui n'est pas contrôlé par les joueurs. L'origine du terme provient des jeux de rôle où il s'applique aux personnages contrôlés par le maître du jeu ou l'arbitre, plutôt que par un autre joueur, tel un figurant dans le contexte du jeu de scène,. Il s'agit de la traduction littérale du terme anglais non-player character (NPC).
Dans le domaine des jeux vidéo, il s'agit généralement d'un personnage contrôlé par l'ordinateur avec un comportement algorithmique, prédéterminé ou réactif. L'algorithme qui détermine le comportement d'un personnage non-joueur peut varier en complexité. L'algorithme peut être un simple automate fini, un arbre de décision, ou utiliser l'intelligence artificielle et l'apprentissage profond pour créer des personages plus réalistes.
Les personnages non-joueurs sont à la fois les opposants aux personnages des joueurs (PJ), mais aussi les personnages aidant et accompagnant les PJ, ou simplement les habitants du monde, dont la vie se déroule indépendamment de celle des PJ.

## Jeu de rôle sur table
Le personnage non-joueur est un personnage dirigé par le meneur de jeu. Certains[Qui ?], jugeant le terme inapproprié, ont proposé « personnage sans joueur » (PSJ), ou encore « personnage du maître de jeu » (PMJ). Toutefois, le terme « personnage non-joueur » reste le plus usuel.
L'interprétation du maître de jeu donne tout son relief au monde. À lui, lorsque cela est pertinent, de donner un accent, des tics de langage, etc., aux personnages qu'il interprète, afin que ceux-ci ne soient pas que des quidams, la première chose étant de leur donner un nom.
Pour les personnages peu importants, il est conseillé d'utiliser des monstres/personnages « génériques », c'est-à-dire ayant des caractéristiques standard ; inutile de faire varier les caractéristiques de chacun des orcs ou brigand affronté, mis à part pour leur chef ou l'un d'eux qui serait haut en couleur.
En effet, l'important est ce que font les personnages non-joueurs, et la manière dont il le font, et non les probabilités exactes qu'ils ont de réussir l'action. L'utilisation de personnages génériques permet d'accélérer la préparation du scénario sans nuire au plaisir de jeu.
Certains jeux proposent même de réduire les personnages secondaires à une seule caractéristique — un personnage secondaire ayant alors la même probabilité de réussir toutes ses actions (SimulacreS, Tunnels et Trolls).

## Jeu de rôle grandeur nature
Dans les jeux de rôle grandeur nature, les PNJ sont des personnes dont le rôle est entièrement déterminé : s'ils ont une part d'initiative dans l'improvisation de leur rôle, ils doivent permettre au jeu de se déployer dans un univers à peu près crédible et permettre le bon déroulement du scénario.

## Jeux vidéo
Dans les jeux vidéo, les actions des PNJ peuvent être dirigés par une intelligence artificielle (IA) préprogrammée (ceci a été caricaturé dans le film eXistenZ[réf. nécessaire]) (on parle alors de bots), et dans le cas des jeux en ligne massivement multijoueurs, certains peuvent être interprétés par des animateurs du site. Cependant on ne peut parler de PNJ que dans le cas où le personnage a une histoire propre, voire une personnalité et un minimum de scénario qui l'entoure. Les PNJ peuvent servir à transmettre des quêtes ou à donner de l'aide aux joueurs ; ils peuvent également être des adversaires pour les joueurs.
Dans Travian, les joueurs construisent des villages en entraînent des troupes de combat au moyen de ressources (argile, bois, fer, céréales) qu'ils peuvent s'échanger entre joueurs au moyen de marchands. Mais il existe un type de marchand particulier, le marchand NPC, qui, contre des pièces d'or peut modifier instantanément la répartition des ressources du joueur comme il le souhaite, sans que la transaction implique  un autre joueur.
De plus, alors que les joueurs humains se répartissent en 3 peuples : les Gaulois, les Romains et les Germains, un quatrième peuple, les Natars,, joué par des ordinateurs devient actif en milieu de partie.